# Mậu Dần tĩnh xã
Mậu Dần tĩnh xã (tiếng Trung: 戊寅靖社, tiếng Hàn Quốc: 무인정사, Muin Jeongsa, Muin Chŏngsa) là cuộc chính biến tranh giành quyền lực của các vương tử triều đại Triều Tiên. Chính biến xảy ra năm Mậu Dần 1398 (Hồng Vũ năm thứ 31), 8 năm sau khi Lý Thành Quế lập nhà Triều Tiên, đây được xem là cuộc tranh giành quyền lực đầu tiên giữa các vương tử nên còn được gọi Loạn vương tử lần thứ nhất (tiếng Trung: 第一次王子之亂, tiếng Hàn Quốc: 제일차왕자의난, Jeilcha wangja ui nan, Cheilch'a wangcha ŭi nan).

## Bối cảnh

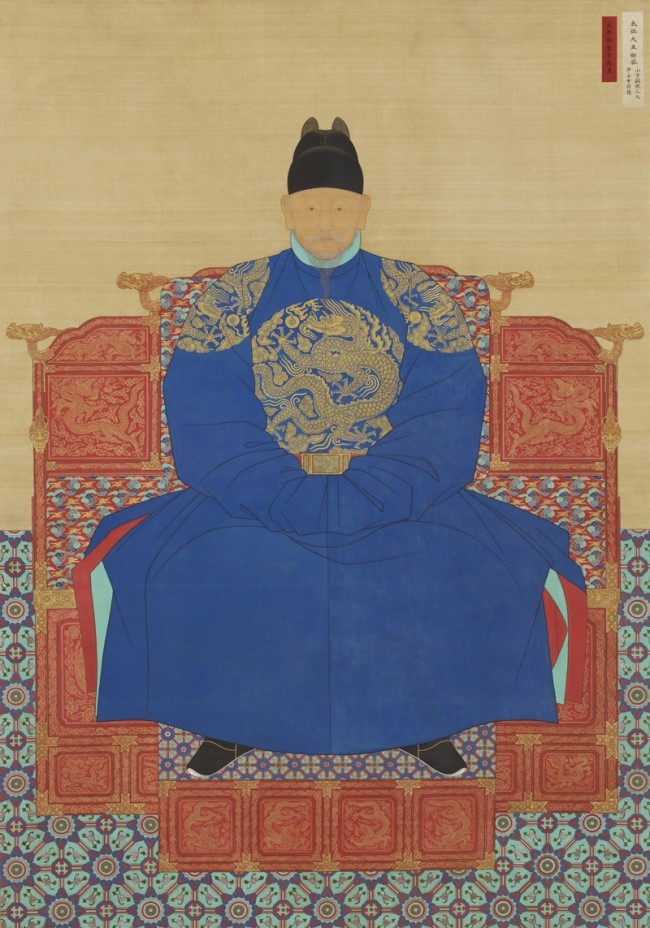
Triều Tiên Thái Tổ Lý Thành Quế

Vị vua thành lập vương triều Triều Tiên Lý Thành Quế có hai Vương phi. Phi đầu là Thừa nhân Thuận thánh Thần ý Vương hậu (승인순성신의왕후) An Biên Hàn thị, có sáu người con trai là Lý Phương Vũ, Lý Phương Quả, Lý Phương Nghị, Lý Phương Cán, Lý Phương Viễn, Lý Phương Diễn; năm Cung Nhượng Vương thứ 3 (1391) bà qua đời. Thứ phi là Thuận nguyên Hiển kính Thần đức Vương hậu Cốc Sơn Khang thị, có hai con trai là Lý Phương Phiên, Lý Phương Thạc.
Sau khi Lý Thành Quế lên ngôi không lâu ông đã sắc phong tước Quân cho các vương tử của mình: trưởng nam Lý Phương Vũ làm Trấn An quân (mất không lâu sau đó), Lý Phương Quả làm Vĩnh An quân kiêm Tiết chế sứ Nghĩa hưng Thân quân vệ, Lý Phương Nghị làm Ích An quân, Lý Phương Cán làm Hoài An quân, Lý Phương Viễn làm Tĩnh An quân, (Lý Phương Diễn mất sớm không có tước vị, sau thời Thái Tông phong Đức An quân), Lý Phương Phiên làm Phủ An quân kiêm Tiết chế sứ Nghĩa hưng Thân quân vệ.
Tuy nhiên khi xét đến chức Vương thế tử, Lý Thành Quế đã hỏi một số triều thần như Tả nghị chính Bồi Khắc Liêm (배극렴), Môn hạ Tả chính thừa Triệu Tuấn (조준), Phán tam ti sự Trịnh Đạo Truyền (정도전), và một số người khác cho rằng xét về tuổi tác, công lao thì là Lý Phương Vũ hoặc công lao tối đa là Lý Phương Viễn. Nhưng Lý Thành Quế lại vô cùng sủng ái Khang vương phi, và muốn lập một trong hai người con của Khang vương phi làm Thế tử. Thất vương tử Lý Phương Phiên ngạo mạn, nông nổi nên chỉ được phong Phủ An quân; bát vương tử Lý Phương Thạc khi đó 10 tuổi được phong làm Thế tử ngày 20 tháng 8 năm Hồng Vũ thứ 25 (1392). Người đứng sau hành động này là Trịnh Đạo Truyền, ông chủ trương rằng quốc vương nên cai trị trung hòa và tránh xa các xung đột chính trị giữa triều thần và quốc vương làm nguyên khí hao tổn. Do đó Trịnh Đạo Tuyền liên tục yêu cầu Lý Thành Quế đưa Lý Phương Thạc vào ngôi Thế tử, đồng thời làm suy yếu quyền lực của Lý Phương Viễn.
Sau khi Lý Phương Thạc được làm Thế tử, Trịnh Đạo Tuyền trở thành thầy dạy, sau đó được phong chức Môn hạ Thị lang Tán thành sự, Phán đô Bình nghị sứ ti sự, Phán hộ Tào sự, Phán thượng Thụy ti sự, Phổ Môn các Đại học sĩ, Tri Kinh diên Nghệ văn Xuân Thu quán sự, Phán Nghĩa Hưng tam quân phủ sự, phong tước Phụng Hóa quân, đồng thời trở thành triều thần đứng đấu triều đình và quân quyền của Triều Tiên.
Trịnh Đạo Tuyền chủ trương chính sách"luận quân chủ hiền triết", "luận chính trị Tể tướng", để thiết lập một hệ thống hoạt động chính trị tập trung vào Tể tướng. Ông muốn thiết lập chế độ chính trị Trủng tể thời nhà Chu, nghĩa là hệ thống chính trị tập trung vào Tể tướng. Để củng cố quyền lực, Trịnh Đạo Tuyền đã tập trung loại bỏ quyền lực Lý Phương Viễn, một vương tử tham vọng, thường cố gắng can thiệp vào các vấn đề chính trị, dẫn đến mâu thuẫn căng thẳng giữa hai bên. Lý Phương Viễn là một người đóng góp quá trình thành lập Triều Tiên, bất mãn với chế độ đã tiến hành chính biến ngày 26 tháng 8 năm Hồng Vũ 31 (1398).。

## Quá trình chính biến

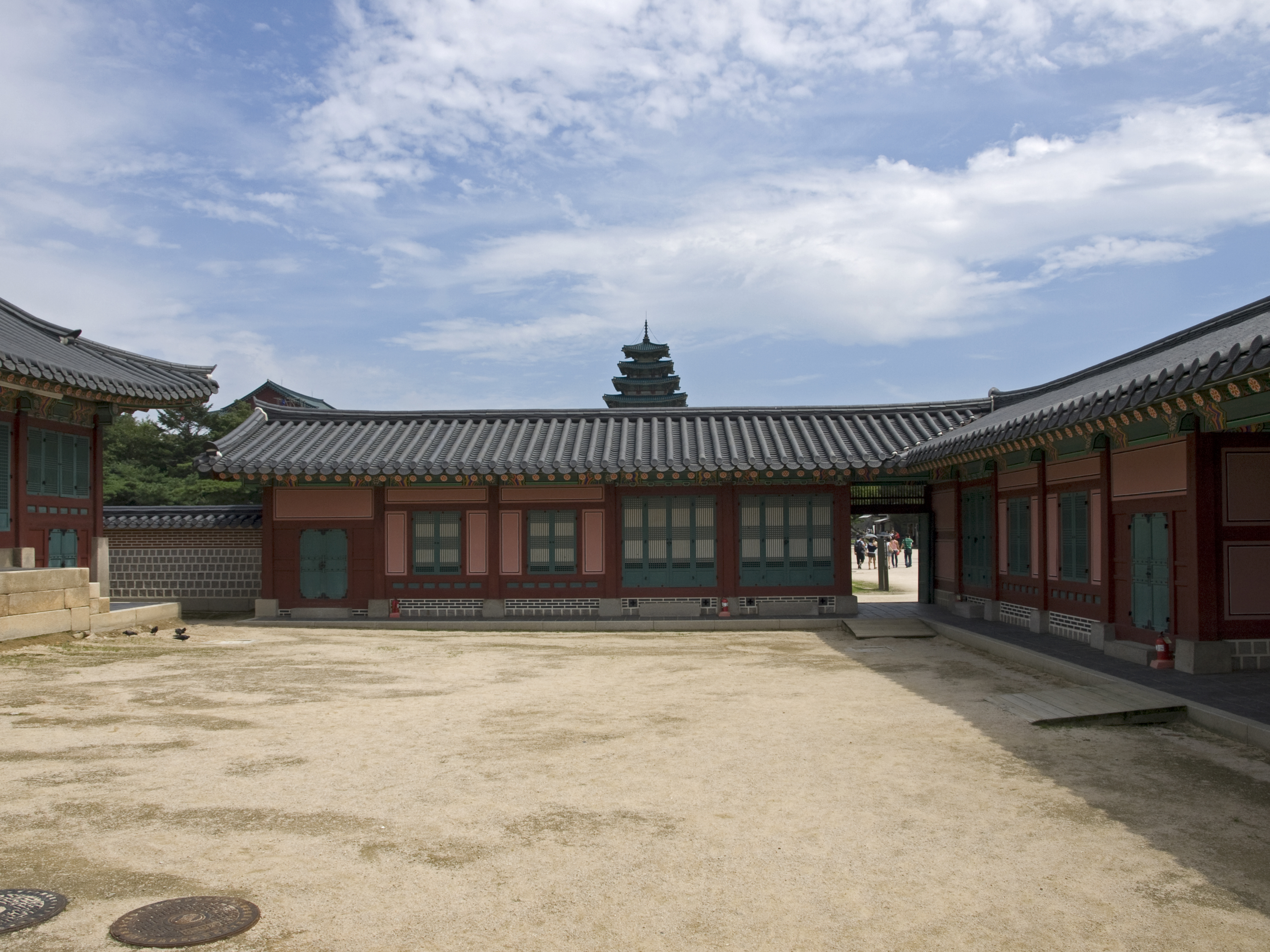
Đông cung trong Cảnh Phúc cung

Trong lúc Lý Phương Viễn phát động chính biến thì Lý Thành Quế đang bị bệnh. Phủ Lý Phương Viễn nằm tại phường Tuấn Tú, Hán Thành nằm gần Thu môn cổng phía tây của Cảnh Phúc cung. Do lực lượng Lý Phương Viễn yếu, nên đã dùng quân của mình đánh phủ đầu, triệu tập lính phủ Trung Hưng và cấm quân Cảnh Phúc cung, để tiến vào trong cung. Quân của Lý Phương Viễn xông tới Đông cung Thế tử, Tư Thiện đường, trong lúc loạn Lý Phương Thạc đã bị chém chết. Sau đó quân của Lý Phương Viễn tiến ra cửa phía nam Cảnh Phúc cung, tập kích phủ Trịnh Đạo Tuyền. Phủ Trịnh Đào Tuyền có tên gọi Bách tử Thiên tôn đường nằm tại phường Thọ Tiến, Hán Thành. Lúc này Trịnh Đạo Tuyền và cha vợ của Thế tử Lý Phương Thạc, Phú Thành quân Thẩm Hiếu Sinh (심효생), đang cùng ở phủ Trịnh Đạo Tuyền, loạn binh tiến tới bao vây phủ, tấn công cổng chính sau đó giết cả hai Trịnh Đạo Tuyền và Thẩm Hiếu Sinh. Trong cuộc chính biến, Nghi Thành quân Nam Ngân Dã cũng bị giết vì nghi thuộc phe Trịnh Đạo Tuyền.
Lý Phương Viễn hết sức căm ghét Trịnh Đạo Tuyền, nơi ở của Trịnh Đào Tuyền bị biến thành cung Trung Tự nơi nuôi ngựa của Ti Bộc tự. Lý Phương Phiên một người con khác của Khang vương phi cũng bị giết trong cuộc chính biến này. 

## Kết quả
Sau chính biến, Hán Thành hỗn loạn và khủng hoảng, Lý Phương Viễn vào cung tuyên bố "Lý Phương Thạc và Trịnh Đạo Tuyền âm mưu giết các vương tử đã bị giết chết". Dưới sự thao túng của Lý Phương Viễn, Lý Thành Quế đã buộc phải làm Nội Thiện vương lên ngôi Thái Thượng vương, và nhường ngôi cho Lý Phương Quả (do con trưởng Lý Phương Vũ đã qua đời), sau là Định Tông.
Sau khi Khang vương phi và hai người con của Khang vương phi bị sát hại, Lý Thành Quế đã bị bệnh không nói được. Định Tông sau khi lên ngôi, muốn rời khỏi Hán Thành. Ngày 15 tháng 2 năm 1399, Lý Phương Quả đã tới Khai Kinh với lý do thăm Tề Lăng, lăng của Thần ý Vương hậu Hàn thị, ở Thọ Xương cung tại Khai Thành. Ngày 26 tháng 2, Định Tông triệu tập quần thần với lý do "chim làm tổ tại Cảnh Phúc cung" nên quyết định dời đô đến Khai Kinh (Khai Thành được đổi tên). Thời đó, cư dân ở Hán Thành thường là cư dân ở Khai Thành đến định cư, nên khi hay tin rời đô đa phần cư dân vui mừng, đổ xô ra đường rời Hán Thành với tài sản và hành lý của gia đình. Ngày 7 tháng 3, Lý Thành Quế cũng bị ép buộc phải rời cung đến Khai Kinh. Khi đi qua Trinh lăng của Thần Đức Vương hậu, ông than thở "việc đầu tiên rời khỏi Hàn Dương (Hàn Thành đổi tên) không phải là ý muốn cá nhân của tôi, mà là ý nguyện của người dân". Sau khi tới Khai Kinh, Lý Thành Quế vẫn nhớ đến Khang thị và hai vương tử đã bị sát hại.